# Фламан, Жорж
Жорж Фламан (фр. Georges Flamant; 3 сентября 1903, Тунис — 23 июля 1990, Париж) — французский актёр, муж актрисы Вивиан Романс.

## Биография
Сын чиновника министерства финансов и преподавательницы университета; изучал право. Работая в агентстве по недвижимости, был замечен своим клиентом, актёром Мишелем Симоном, который предложил ему попробовать свои силы в кино. Так Жорж попал на студию Billancourt и познакомился с Жаном Ренуаром, который искал актёра на роль сутенёра для своего фильма «Сука» (1931). Ренуар нанял его, и Фламан подписал двухлетний контракт на четыре фильма в год.
На съемках «Суки» Жорж Фламан влюбился в свои партнёршу и исполнительницу главной роли — актрису Жани Марез. После завершения съёмок он повёз её на юг на каникулы, но их жизнь перечеркнула автомобильная авария: новый Chrysler Фламана занесло на гравийной дороге к Петит-Корс (Petite-Corse), недалеко от Сент-Максим. В этой аварии Жани погибла, а Жорж выжил, но долгое время подвергался остракизму в мире кино, особенно со стороны Мишеля Симона.
Встреча и роман с актрисой Вивиан Романс, на которой Фламан женился в 1937 году и с которой работал в нескольких фильмах, временно возродили его карьеру, до начала Второй мировой войны в 1939 году.
В 1941 году Фламан жил со своей женой в Ницце.
Затем он начал карьеру в мюзик-холле, где пародировал, пел и декламировал, в переложении на разговорный язык, стихотворения Поля Жеральди.
В 1976 году Фламан выразил сожаление по поводу неудачной карьеры: «У меня есть болезненное желание играть в кино и на телевидении, до войны я был Делоном, и я ещё на многое способен. В начале моей карьеры всё работало на меня. Женщины вскружили мне голову. Я не понимал, что кино — это профессия. Я не воспринимал это всерьёз. Я прошёл всю жизнь как любитель. Но теперь я многое осознал, потому что жизнь моя состояла из неудач. Я хотел бы восстановить карьеру, чтобы оставить память о себе».

## Фильмография
- 1931 : Сука Жана Ренуара (Андре Жоген, по прозвищу Деде)
- 1932 : Мои дни, Мои ночи Людвига Бергера и Клода Хейманна (Шарль)
- 1932 : Une heure — Лео Миттлера
- 1932 : Витрина — короткометражный фильм — Лео Миттлера
- 1932 : Imitons-les — Court Métrage -
- 1933 : Безликий голос Лео Миттлера (Андре Сурдуа)
- 1935 : Le Rapide 713 — Жоржа Фриланда
- 1936 : Земля, которая умирает, Жана Валле
- 1936 : Королева халявщиков Марко де Гастин (Альберт)
- 1936 : Страх Виктора Туржанского
- 1937 : Короли спорта Пьера Коломбье (Джим Стэнфорд)
- 1937 : Пуританин Джеффа Муссо
- 1938 : Месье Виктор L'Étrange Жана Гремилона (Amédée)
- 1938 : Гибралтар Фёдора Оцепа
- 1938 : Женские тюрьмы Roger Richebé (Dédé)
- 1939 : Терра ди Фуоко Джорджио Феррони и Марселя Л’Эрбье
- 1939 : Полночная традиция Рожера Ришебе (Клод Тьерри)
- 1939 : Анжелика Жана Шу (Дом Манрике Руис и Сальвадор)
- 1941 : Слепая Венера Абеля Ганса (Мадейра)
- 1942 : "Большой бой " Бернарда-Ролана и Анри Декоана (К. О. Буйон)
- 1942 : Картакалья, королева цыган Леона Мэтхота (Роберт Вайян)
- 1942 : Священный огонь Мориса Клоша (Андре Бругнера)
- 1943 : Женщина в ночи Эдмонда Т. Гревилля (Арманд Леруа)
- 1948 : Undici uomini e un pallone Джорджо Симонелли
- 1953 : Операция Магали Ласло В. Киша (Закко)
- 1957 : Три дня для жизни Жиля Гранжера
- 1957 : Берегитесь, девочки! Ива Аллегре (Мендетта)
- 1959 : Четыреста ударов Франсуа Трюффо (М. Биджи)
- 1977 : Расследования комиссара Мегрэ, эпизод : Мегрэ и месье Шарль, Жан-Поль Сасси